# 早稲田大学大学院経済学研究科

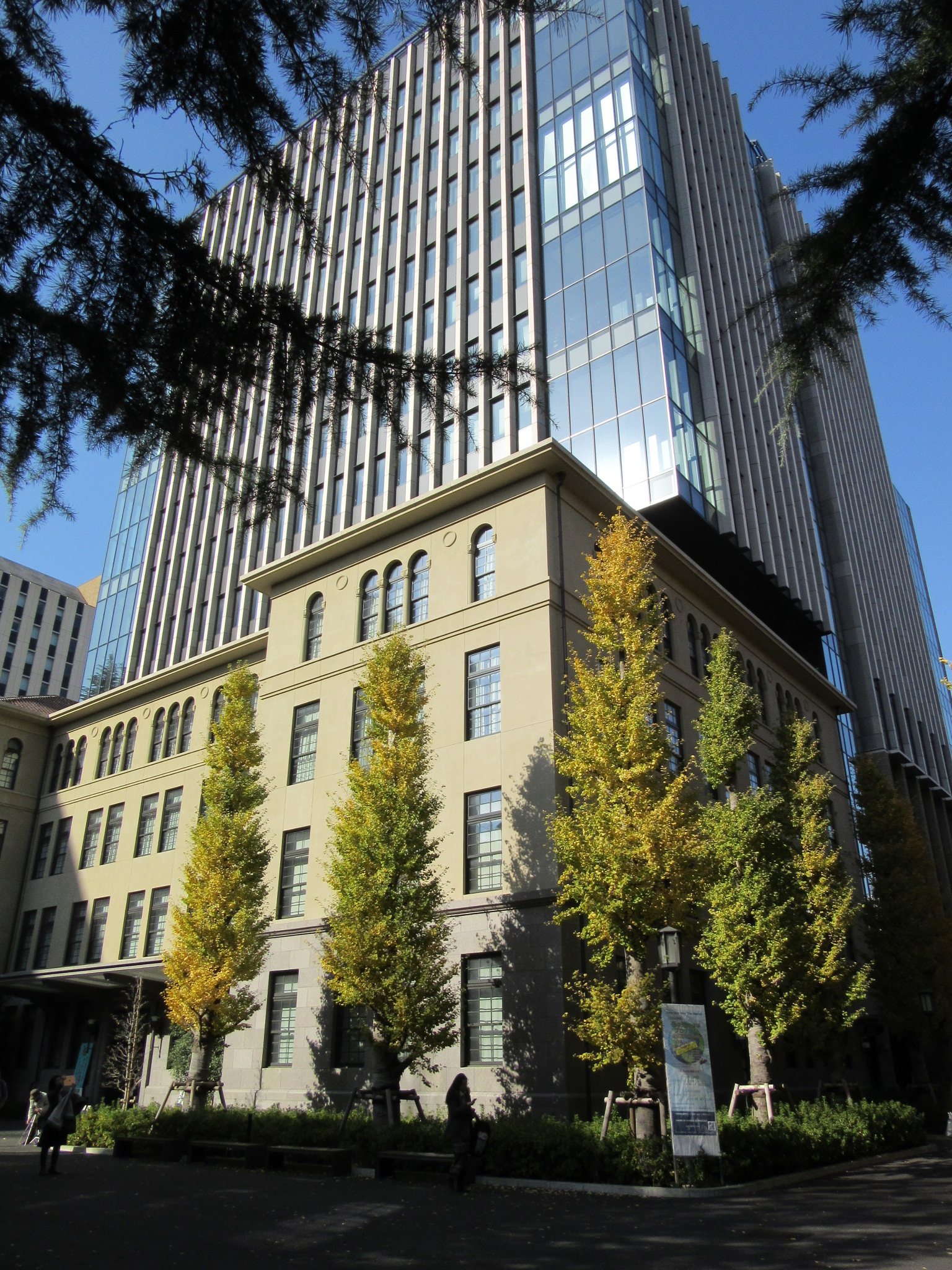
新三号館

早稲田大学大学院経済学研究科（わせだだいがくだいがくいんけいざいがくけんきゅうか、Graduate School of  Economics）は、早稲田大学が設置する大学院経済学研究科。

## 概説
早稲田大学大学院経済学研究科は、1951年に設立された。その歴史は、1882年の東京専門学校設立時に政治経済学科として設置された早稲田大学政治経済学部にはじまる。

## 沿革[1]
- 1882年 - 東京専門学校創設（政治経済学科、法律学科、理学科、英学科設置）
- 1949年 - 新制早稲田大学11学部開校、第一政治経済学部に政治・経済・新聞・自治行政学科、第二政治経済学部に政治・経済学科設置
- 1951年 - 大学院政治学研究科及び大学院経済学研究科修士課程開設
- 1953年 - 新制早稲田大学大学院6研究科設置（博士課程）により、大学院政治学研究科及び大学院経済学研究科博士課程設置
- 2004年 - 学術院制度導入により、政治経済学部、大学院政治学研究科、大学院経済学研究科、大学院公共経営研究科、及び現代政治経済研究所から成る政治経済学術院設置
- 2007年 - 早稲田大学創立125周年
- 2010年 - 9月入学英語による学位プログラム（学部・大学院）の開始
- 2012年 - 大学院公共経営研究科を大学院政治学研究科に統合し、大学院政治学研究科公共経営専攻（専門職学位課程）設置
- 2014年 - 新3号館竣工

## 大学院
- 経済学研究科
  - 経済学コース
  - 国際政治経済学コース
  - 経済ジャーナリズムコース